# Pulp (literatura)

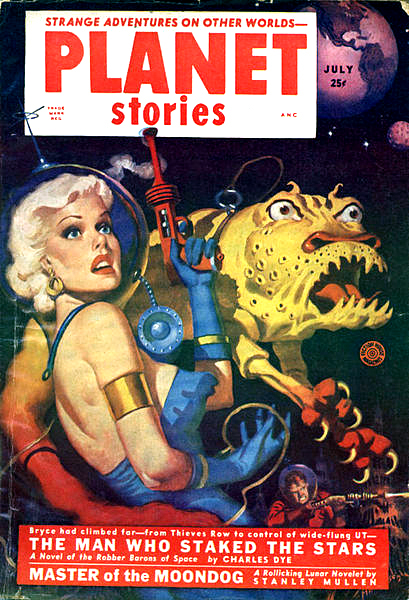
Planet Stories, portada de Allen Anderson (julio de 1952).

El término pulp o pulps, abreviatura del inglés «pulp magazines» (revistas pulp o revistas de pulp), hace referencia a publicaciones baratas y de escasa calidad material que fueron muy populares en los Estados Unidos desde 1896 hasta finales de la década de 1950. En particular, el término «pulp» deriva del papel de pulpa de madera barato en el que se imprimían las revistas, haciendo referencia a un formato de encuadernación en rústica, barato y de consumo popular, de revistas especializadas en narraciones e historietas de diferentes géneros de la literatura de ficción. La revista pulp típica tenía 128 páginas, 18 cm de ancho por 25 cm de alto y 1,3 cm de grosor, con bordes irregulares y sin recortar. Las publicaciones contenían argumentos simples con grabados e impresiones artísticas que ilustraban la narración, de manera similar a un cómic o una historieta.
Dichas publicaciones aparecen durante el primer tercio del siglo XX y continúa su impresión hasta finales de la década de 1950. Fue el bajo coste de los pulps lo que los hizo tan populares entre las masas estadounidenses, y en este sentido fueron descendientes directas de las dime novels y los penny dreadfuls y las revistas de ficción corta del siglo XIX que contaban las hazañas de soldados y bandoleros, en un formato de revista barata destinada al consumo popular: se vendían a 10¢ (one dime) y a un centavo (penny) respectivamente.
Los pulps dieron origen al término pulp fiction (ficción de pulp) para referirse a literatura popular y de baja calidad. Aunque muchos escritores respetados escribían para los pulps, las revistas eran más conocidas por su temática morbosa, explotadora y sensacionalista. Estas revistas publicaban principalmente relatos de ficción (muy a menudo presentados como historias reales), con una gran variedad de temas, como la ciencia ficción, la ficción de horror, suspense, acción, romance y fantasía en los que intervenían elementos de carácter lascivo como la violencia y el erotismo, concentrándose en las variantes de la ficción de explotación. Las publicaciones comenzaron a distinguirse del comic book tradicional debido a su formato de publicación extenso y a la intervención de elementos de la ficción de explotación en el argumento de la publicación.
Tras un periodo de éxito, el género decayó a partir de los años 50, debido al aumento del precio del papel y a la fuerte competencia de los cómics, la televisión y las novelas. Los pocos pulps que aún se publican hoy en día están orientados principalmente a la ciencia ficción y la fantasía. Los cómics de superhéroes modernos se consideran a veces descendientes de los "pulps de héroes", historias ilustradas de personajes heroicos, como Flash Gordon, La Sombra, Doc Savage o The Phantom Detective.

## Etimología
Desde un punto de vista etimológico, el término pulp hace referencia al desecho de pulpa de madera con que se fabricaba un papel amarillento, astroso, de muy mala calidad y sin guillotinar pero de coste muy bajo con el que se imprimían estas revistas y que hoy en día se sigue viendo en las ediciones en rústica o en pasquines de poca circulación y bajo precio.
Durante la década de 1920 se las conocía como «revistas pulp», aunque hasta la década siguiente no se acuñó el significado actual del término pulp para referirse al tipo de ficción reproducida en sus páginas.

## Características

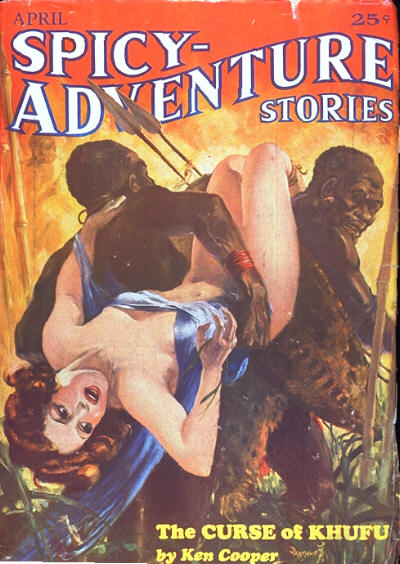
Portada de Spicy-Adventure Stories (1935).

En la cumbre de su popularidad, en los años 20 y 30, las revistas de pulp estadounidense más importantes podían vender hasta un millón de copias por edición, por ejemplo las llamadas por algunos historiadores del pulp como "The Big Four" (Las cuatro grandes): Argosy, Adventure, Blue Book y Short Stories. Otras revistas pulp muy conocidas en ese período fueron Amazing Stories, Weird Tales, Black Mask, Cowboy Stories, Dime Detective, Doc Savage, Flying Aces, Horror Stories, Love Story Magazine, Marvel Tales, Oriental Stories (más tarde rebautizada como The Magic Carpet Magazine), Planet Stories, The Shadow, Spicy Detective, Star Western, Startling Stories, Thrilling Wonder Stories, Top-Notch Magazine, Unknown o Western Story Magazine.
Aunque las revistas pulp fueran publicadas principalmente en los EE. UU., también hubo algunas publicaciones pulp europeas. En el Reino Unido, entre la época eduardiana y la Segunda Guerra Mundial destacaron: Pall Mall Magazine, The Novel Magazine, Cassell's Magazine, The Story-Teller, The Sovereign Magazine, Hutchinson's Adventure-Story y Hutchinson's Mystery-Story. En Alemania, la revista de fantasía Der Orchideengarten tenía un formato similar a las pulp americanas, pues también estaba impresa en papel áspero y abundantemente ilustrado.
Dentro del imaginario popular, se cree, equivocadamente, que existe un género llamado de ficción pulp o pulp fiction, aunque realmente no es así ya que el pulp se refería al formato de impresión (enfatizando su carácter barato y de baja calidad), y no al género literario que adoptaba la narración, donde esta ficción se filtraba hacia sus lectores. El término fue popularmente asociado a las características, enfoque literario y estético creado por los escritores y las propias publicaciones de pulp.
Este enfoque ponía énfasis en la aventura y la intriga, dando una especial preeminencia a la trama sobre la presentación de los personajes, dejando en un segundo plano el diálogo y la narración a favor de una narrativa puramente física, funcional, ágil y moderna, donde el estilo y la calidad, a pesar de que muchos autores era hábiles escritores, eran olvidados para cumplir la gran demanda que exigía el mercado.

«[…] se centra en la acción misma y hace poco hincapié en los resortes que la mueven o los supone elementales: da prioridad al qué y aún más al cómo sobre el por qué, gusta de colores vivos, especias fuertes, ritmo ágil, y prefiere la exhibición muscular al análisis emotivo».
—Fernando Savater, "Misterio, emoción y riesgo: sobre libros y películas de aventuras”

Las tramas de la ficción pulp explotaban los elementos exóticos en el argumento de la publicación, ya fuera racial (inclusión de tribus nativas norteamericanas en los pulps western), sexual (inclusión de escenas de insinuación erótica, desnudos o sexo explícito en los pulps de Spicy & Saucy), socioeconómico (inclusión de escenas con temática ilícita como el robo y el bandolerismo) o geográfico (explotación de escenarios selváticos, western y extra planetarios); emociones simples fuertemente expresadas donde el bien triunfa sobre el mal en la mayoría de los casos y cuya única intención era la de entretener y provocar el sensacionalismo como atestiguan las portadas, explícitamente visuales, de estas revistas.

## Historia
La literatura pulp desciende de las dime novels de la segunda mitad del siglo XIX, pero alcanza gran popularidad entre 1920 y 1950. Las historietas pulp se caracterizan por presentar secuencias narrativas sencillas adornadas de elementos de ficción de explotación, siguiendo su argumento a lo largo de varias publicaciones coleccionables que se presentaban en formatos desechables.

### SigloXIX
El método de encuadernación en rústica se caracteriza por ser un tipo de encuadernación barata debido a que las tapas que cubren las páginas no son de cartón rígido, y a que las hojas protegidas están adheridas al lomo con pegamento y no con hilos o grapas. Este tipo de encuadernación existe desde mediados del siglo XIX, pero no adquiere popularidad hasta los años 1930. Este formato y la publicación editorial masiva fue los que adoptó la revista Argosy de Frank Munsey en el año de 1896, cuyo contenido no incluía ningún tipo de imagen sino que era enteramente narrativo. Las publicaciones literarias masivas del pulp prosperaron debido a la creciente urbanización y auge económico de Estados Unidos a finales del siglo XIX.

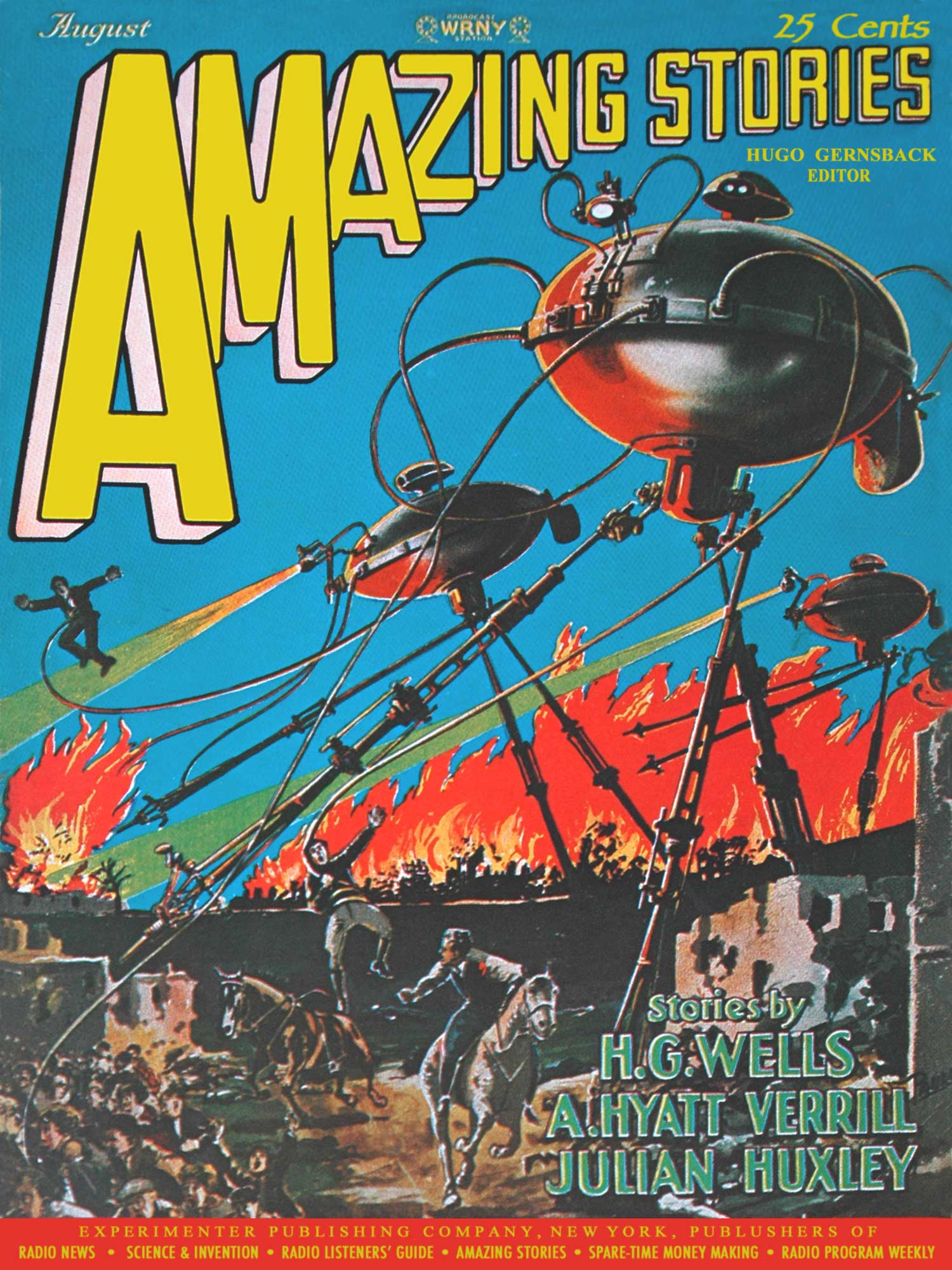
Portada de Amazing Stories presentando La guerra de los mundos de H. G. Wells (1927)

A mediados del siglo XIX surgen revistas de historietas destinadas al consumo popular que se comercializaban a cambio de un dime, por lo que recibieron el nombre de dime novel. Las dime novels tuvieron gran aceptación debido a que frecuentemente incluían el género western en el argumento de la historia y, también, elementos eróticos y exóticos que provocaban la fascinación del público, tales como: el erotismo, el peligro, la violencia, el crimen, el bandolerismo y el exotismo racial (personajes de diferentes orígenes étnicos). Este tipo de literatura popular estaba principalmente destinada al público masculino, por lo que frecuentemente aparecían personajes femeninos en situaciones de peligro o personajes masculinos de carácter dominante y fuerte.

### SigloXX
En los últimos años del siglo XIX comienzan a aparecer editoriales que emplearon la novedosa técnica de la encuadernación en rústica para comercializar ejemplares literarios en formatos baratos como Argosy y All-Story. El consumo de estos productos aumentó debido a la disminución de la tasa de analfabetismo en Estados Unidos, en respuesta al creciente desarrollo económico del país. La literatura comienza a tomar nuevos enfoques que plasmaban la fantasía y el terror a partir de la redacción de historias fantásticas que hablaban de las nociones sociales del avance tecnológico en el futuro en los últimos años del siglo XIX, enfoque identificado en el Scientific Romance de la ciencia ficción primitiva expuesta por autores como H. G. Wells y Julio Verne. Las historias cortas presentadas en las revistas de formato pulp comenzaron a popularizarse debido a su argumento sencillo y a su enfoque en la ciencia ficción. A partir de la década de los 20 se popularizó este género que derivó en otros enfoques como el Romance Planetario, presentando escenarios exóticos extra planetarios; además, aparecieron editoriales especializadas en el género de la ciencia ficción como Amazing Stories y Planet Stories.
En los primeros años del siglo XX las dime novels continúan con su popularidad, exponiendo su influencia cultural del decadente Salvaje Oeste de los inicios del siglo XX. Dichas publicaciones fueron marcadas culturalmente por el final del Salvaje Oeste y el inicio de la Revolución Mexicana, por lo que frecuentemente presentaban historias clásicas del western que añoraban los años del Fiebre del oro, explotando elementos relacionados con la época como el bandolerismo, el ferrocarril y el abigeato. Es a finales de los años 1910 cuando las editoriales comienzan a añadir ilustraciones vistosas a las publicaciones para asegurar su venta masiva, influenciados por la popularidad de las tiras cómicas. En la década de los 20 el erotismo comienza a ser explotado ampliamente en los medios masivos, un claro ejemplo fueron las Biblias de Tijuana (Biblias de Tijuana o Dirty comics) en la era de la Gran Depresión de los años 1930 conforman el inicio oficial del erotismo en la industria de los comic books, las cuales contenían caricaturas registradas envueltas en escenarios sexualmente explícitos.

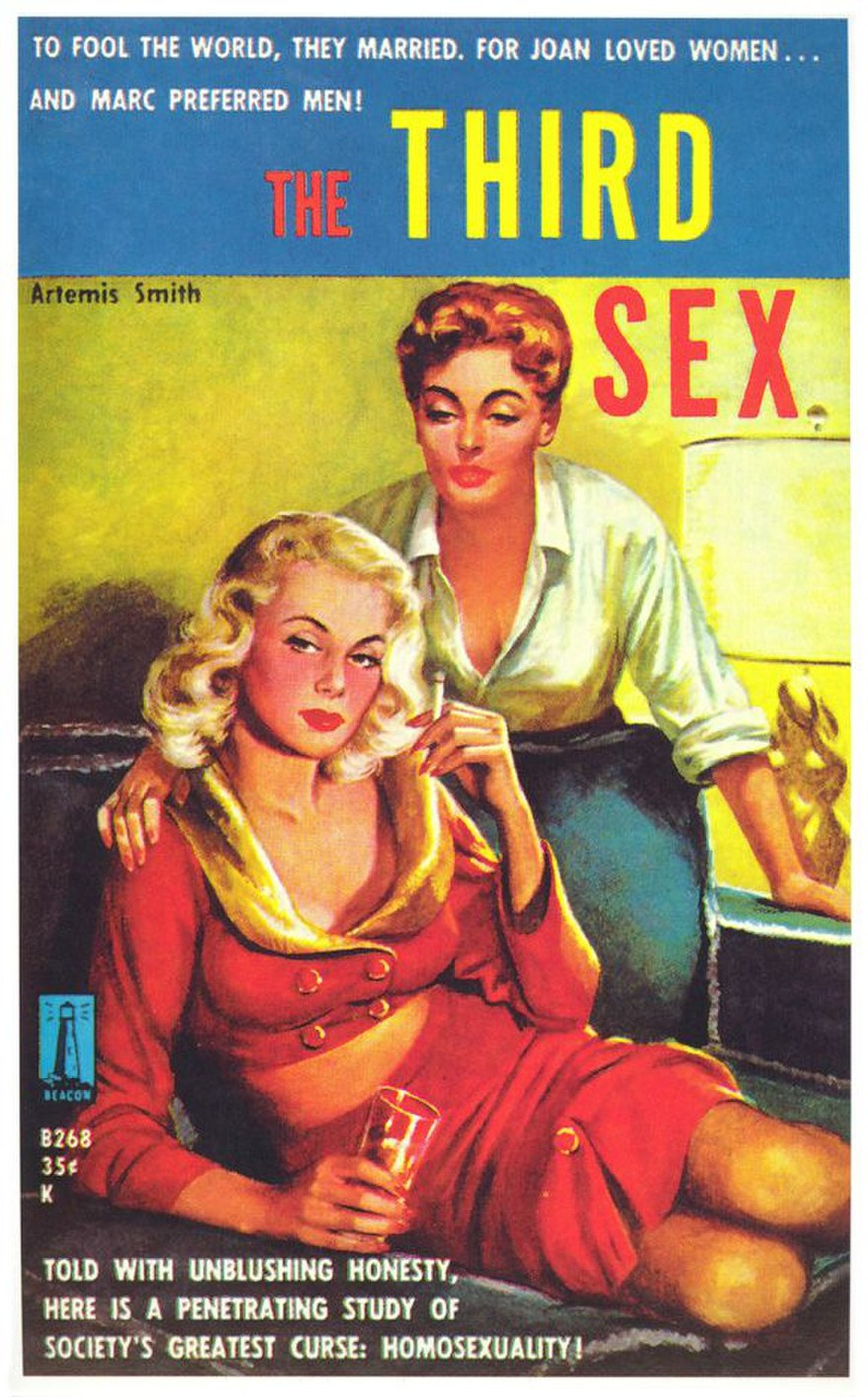
Portada de The Third Sex [El tercer sexo] (1959), de Artemis Smith, seudónimo de Annselm Morpurgo.

En los años 1910, las revistas especializadas en publicaciones literarias en formato pulp como Detective Story Magazine, Dime Mystery Magazine y Detective Stories se ven influenciadas por el creciente auge de la novela negra inglesa, género literario que presentaba escenarios terrenales en los que el argumento giraba alrededor de los casos policíacos de un detective.  El Hard boiled surge como una variante americana de la novela negra durante los primeros años de la década de 1920, basado en la literatura clásica de las novelas policíacas que exaltaban el intelecto y la capacidad de deducción de los detectives y cuerpos policiales que investigaban diferentes escenarios criminales; género literario famoso en las primeras décadas del siglo XX en autores reconocidos como Agatha Christie y Arthur Conan Doyle. La principal obra pulp de la ficción de detectives que incluyó elementos de la ficción de explotación fue Black Mask en los años 20 y 30. Carroll John Daly y Dashiell Hammett fueron los pioneros del hard boiled a finales de los años 20 con novelas como Cosecha Roja y El halcón maltés. En la década de los 20, debido a la influencia cultural de la era de la prohibición del alcohol, se populariza el género de gánsteres.
En 1923 aparece la editorial Weird Tales, especializada en la variante de la ficción de horror conocida como weird fiction, cuyo principal exponente es H. P. Lovecraft. Weird Tales se especializó desde sus inicios en la ficción de horror relacionada con elementos fantásticos como la mitología, la sobrenaturalidad, etc. Weird Tales fue, en el auge de la literatura pulp, una de las editoriales más populares y reconocidas por emblemas del pulp y la ficción como Cthulhu y Conan el bárbaro.
Entre la década de los 30 y los 50, el pulp se consolidó como un género literario distinguido por presentar argumentos fantásticos adicionados de elementos de la ficción de explotación. En los últimos años de la década de 1940 comienzan a aparecer enfoques homoeróticos especializados en la literatura homosexual que presentaban personajes LGBT envueltos en argumentos altamente sexuales o violentos.

### La Segunda Guerra Mundial y el declive del mercado
Durante la Segunda Guerra Mundial, la escasez de papel afectó seriamente a la producción de los pulp, iniciando un aumento constante de los costes y el declive de las revistas pulp. Empezando por Ellery Queen's Mystery Magazine, en 1941, las revistas pulp empezaron a cambiar a tamaño digest, revistas más pequeñas y gruesas. En 1949, la Street & Smith cerró la mayor parte de sus revistas pulp con el objeto de subir de categoría y dedicarse a la producción de revistas de bolsillo en papel más fino.
La competencia de los cómic books y las novelas de bolsillo erosionó aún más la cuota de mercado de las revistas pulp, pero fue la expansión generalizada de la televisión la que hizo sonar la campana de la muerte de las revistas pulp. En un Estados Unidos de posguerra más pudiente económicamente, la diferencia de precios con respecto a las revistas de bolsillo en papel fino era mucho menos significativa. En la década de 1950, las revistas de aventuras para hombres (men's adventure) empezaron a reemplazar a las pulp.
La liquidación en 1957 de la American News Company, entonces la principal distribuidora de revistas pulp, se ha considerado a veces como el final de la "era pulp"; para esa fecha, muchos de los famosos pulps de la generación anterior, como Black Mask, La Sombra, Doc Savage y Weird Tales, habían ya desaparecido. Casi todas las pocas revistas pulp que quedan son de ciencia ficción o de misterio, ahora en formatos similares al "tamaño digest", como Analog Science Fiction and Fact y Ellery Queen's Mystery Magazine. El formato se sigue utilizando para algunas series largas, como el semanario alemán de ciencia ficción Perry Rhodan (más de 3.000 números en 2019).
A lo largo de su evolución, hubo un gran número de títulos de revistas pulp; Harry Steeger, de Popular Publications, afirmaba que solo su empresa había publicado más de 300, y que en su momento más álgido publicaban 42 títulos al mes. Muchos títulos, por supuesto, solo sobrevivían brevemente. Aunque los títulos más populares eran mensuales, muchos eran bimensuales y algunos eran trimestrales.
El colapso de la industria de los pulps cambió el panorama de la publicación porque los pulps eran el mayor punto de venta para cuentos e historias cortas. Junto con la disminución de los mercados de ficción de las revistas en papel fino, los escritores que intentaban mantenerse creando ficción se pasaron a las novelas y a antologías de piezas más cortas en tamaño de libro. Algunos antiguos escritores de pulp, como Hugh B. Cave o Robert Leslie Bellem, pasaron a escribir para la televisión en la década de 1950.

## Géneros
La literatura presentada en formato pulp se concentraba en el género de la ficción y sus variantes, incluyendo escenarios bélicos, violentos, eróticos o meramente sexuales. Solían contener un argumento sólido que se modificaba con la publicación de números en secuencia para seguir la línea de la historia.

### Aventuras

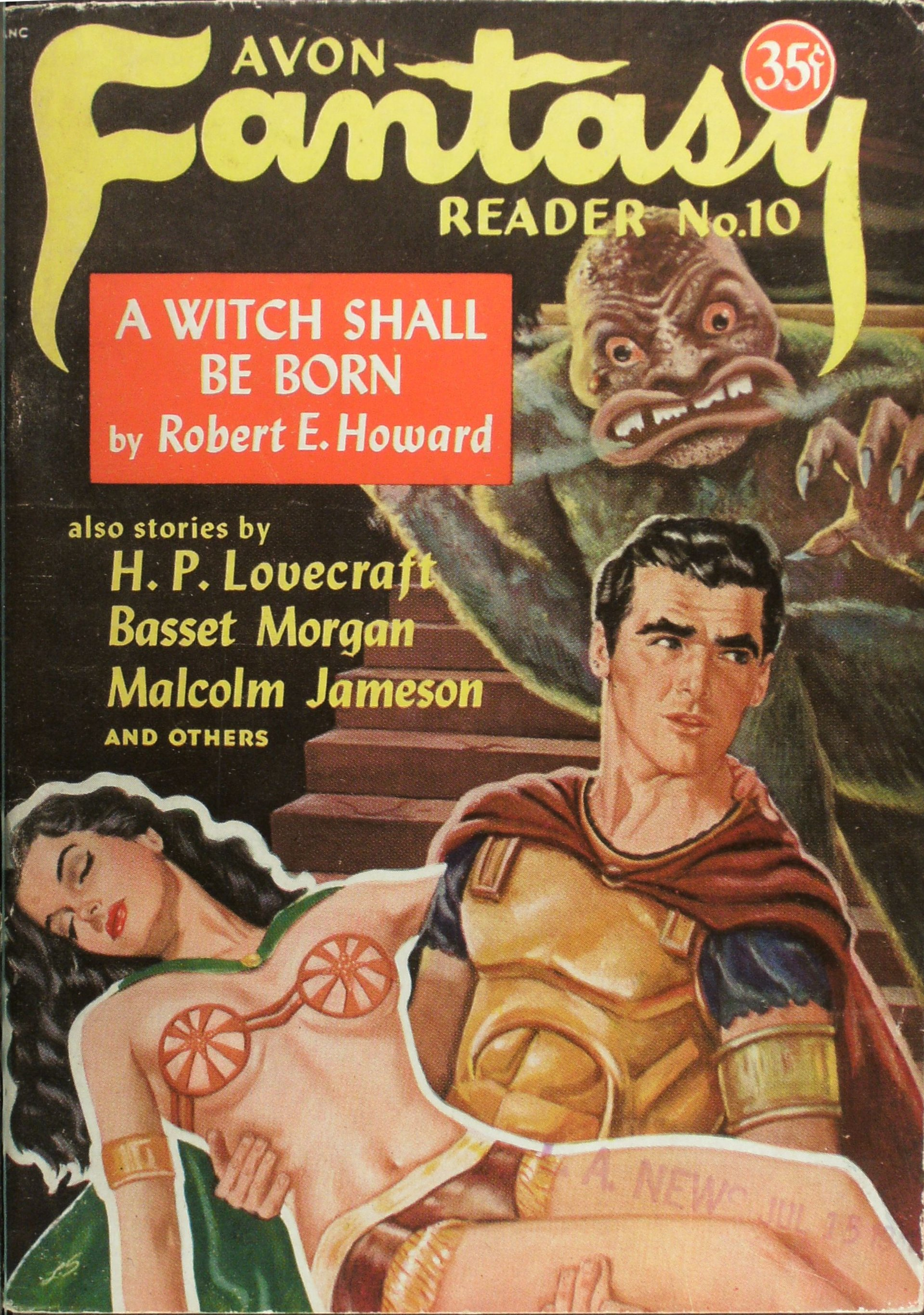
Portada de Avon Fantasy Reader presentando A Witch Shall Be Born de Robert E. Howard (1949).

El género de aventuras incluye una gran variedad de temáticas de la literatura pulp entre las que destacan la temática western, la temática retrofuturista y la ficción de superhéroes. El género de aventuras se caracterizó por la participación activa de un personaje intrépido (normalmente del género masculino) que se adentra dentro de escenarios exóticos para realizar una tarea, la cual se ve obstaculizada por enfrentamientos violentos con villanos. El género dentro del pulp desciende de los penny dreadfuls y las dime novels del siglo XIX, las cuales normalmente hablaban de cowboys y forajidos del Salvaje Oeste. El género de aventuras también tuvo otros enfoques relacionados con el género del misterio.
Otro enfoque popular en el pulp de finales de los años 1920 y principios de los años 1930 fue la concepción del superhéroe dotado de intelecto, tecnología o habilidades sobrehumanas. El género de superhéroes aparece a finales de los años 1920 en editoriales dedicadas al género de aventuras como Amazing Stories y Detective Stories. Frecuentemente se presentaban humanos terrenales con habilidades sencillas expertos en las artes marciales y con un gran intelecto que desempeñaban un papel de detective secreto, tales como La Sombra (1931) y Batman (1939). La popularidad del superhéroe aventurero en el pulp contribuyó a la Era Dorada del superhéroe en el cómic.

#### Men's Adventure
El Men's Adventure (traducido al español como aventuras de hombres) es una variante del género de aventuras principalmente reconocida en la literatura pulp de los años 1950 a los años 1960, la cual se caracteriza por la protagonización de un personaje masculino dentro de un argumento que presenta elementos bélicos, violentos o eróticos. El Men's adventure se caracterizó por presentar las aventuras de un personaje masculino fornido dentro de escenarios exóticos como escenarios bélicos de la Segunda Guerra Mundial y la guerra de Vietnam, escenarios western o escenarios selváticos en donde peleaba con animales salvajes. El personaje masculino frecuentemente estaba envuelto en situaciones eróticas o románticas en las que se encomendaba a sí mismo a salvar a un personaje femenino en peligro, en donde destacaban las imágenes de desnudo parcial o el softcore.
Las historias eran publicadas en revistas destinadas a hombres heterosexuales, incluyendo editoriales como Argosy, For Men Only y Swank. Las historias presentadas frecuentemente aseguraban estar basadas en historias reales sobre las aventuras de un hombre y, debido a su consumo masculino heterosexual, frecuentemente presentaban imágenes de mujeres en estilo pin-up dentro de la portada o el arte interior.

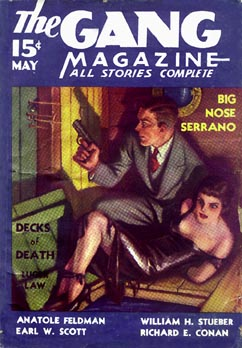
Portada de The Gang Magazine (1935).

### Novela negrayHard Boiled
La novela negra y el hard boiled son variantes de la ficción policiaca, es decir, una variante de los géneros de misterio que basaban gran parte de su argumento en elementos como el crimen. La novela negra es una versión sobria del hard boiled, ya que en ella no intervenían elementos notablemente lascivos como la violencia extrema y el sexo explícito. Ambos presentaban personajes relacionados con el crimen, normalmente personajes que laboraban como detectives encargados de resolver misteriosos asesinatos, robos o policías que persiguen gánsteres. Algunas editoriales especializadas fueron Dime Mystery Magazine y Detective Stories.
El género del hard boiled se consolida entre los años de 1929 y 1932 con la edición y publicación de la serie pulp Black Mask, con la edición y colaboración de autores como Joseph T. Shaw, Dashiell Hammett y Erle Stanley Gardner. La revista pulp Black Mask se distinguió por incluir distintos escenarios de acción cargados de violencia en los que sobresalía la protagonización de un detective de carácter rudo que enfrenta peligros y que recurre constantemente a la violencia. El hard boiled revolucionó el género de la ficción de detectives inglesa que surgió y se notó predominantemente en la obra literaria de Arthur Conan Doyle: Sherlock Holmes. También se conocían como hardboiled algunas historias del género western, el género de aventuras y el Men's Adventures (historias bélicas protagonizadas por un personaje masculino que de manera irreal, logra vencer a sus contrincantes y escapar de la justicia sin la ayuda de nadie).

#### Gánster
El género de gánsteres es una temática regular en el pulp de los últimos años 20 y principios de los 30, influenciados culturalmente por la Era de la Prohibición en Estados Unidos, los Felices años veinte y su posterior declive. El pulp de gánsteres frecuentemente mostraba arte erótico en sus portadas que involucraba personajes femeninos pin-up en situaciones como el bondage. La principal característica del pulp de gánsteres fue que este se encargó de dignificar el trabajo criminal del gánster como el asesinato y el tráfico de alcohol, mostrando a los criminales como héroes.

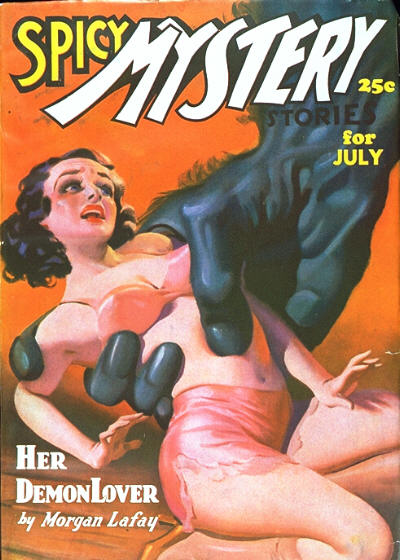
Portada de Spicy Mystery Stories (1936).

### Spicy & Saucy
El Spicy & Saucy (traducido al español como pícaro & jugoso) es un enfoque de la ficción de explotación que se caracteriza por presentar elementos eróticos que acompañan al argumento de la obra. Frecuentemente se presentaba como complemento de otros géneros como el de aventuras, el western y el hard boiled, combinando carácter erótico con violento. Dichos enfoques eran representados con arte erótico que normalmente presentaba personajes femeninos y masculinos envueltos en situaciones altamente sexuales como el BDSM, el semi-desnudo, el desnudo y el sexo explícito. Algunas editoriales especializadas fueron Spicy Stories y Saucy Stories, de donde se origina el término. El spicy & saucy solía contener temáticas socialmente inaceptables en la época como las parafilias, el abuso sexual y la homosexualidad, siendo la última una temática relacionada con otro género del pulp, el pulp homosexual.

#### Pulp homosexual
El pulp homosexual surge en los últimos años de la década de los 40, pero alcanza gran popularidad en la segunda mitad de los años 1950 hasta el final de la literatura pulp en la década de los 70. En la literatura pulp gay eran frecuentes las presentaciones de personajes masculinos fornidos en situaciones altamente sexuales, incluyendo un argumento romántico sobre un amor bloqueado por la sociedad heteronormativa. El arte que presentaba la literatura pulp gay incluía hombres semidesnudos fornidos en las portadas, diseñados a partir del arte hipermasculinista (estética artística que proveía a las figuras masculinas de somatotipos mesomorfos y de hipergonadismo). La literatura pulp gay y las revistas beefcake conformaron parte de la identidad de la estética camp anterior a los Disturbios de Stonewall, ofreciendo al "oculto" público homosexual una posibilidad en el consumo de pornografía. Algunos escritores de pulp reconocidos fueron Victor J. Banis, Chris Davidson y Carl Corley.
La literatura pulp lésbica es uno de los enfoques binarios de la literatura pulp homosexual que obtuvo gran popularidad entre los años de 1950 y los años 1960, caracterizada por la frecuente insinuación erótica de los personajes femeninos homosexuales que eran introducidos en la historia. Al igual que la literatura pulp gay, frecuentemente se relacionaba con otros géneros del pulp, pero solía tener un carácter romántico o sexual definido por la heteronormatividad, el amor imposible, etc. El pulp lésbico construyó un estilo en el feminismo lésbico, ofreciendo a los consumidores la posibilidad de adquirir material erótico dentro de la sociedad heteronormativa anterior a los Disturbios de Stonewall. La literatura pulp lésbica frecuentemente presentaba personajes femeninos butch con atributos comunes como la belleza y la rudeza dentro de escenarios altamente sexuales. Algunas escritoras de pulp lésbico fueron: Marijane Meaker, Marion Zimmer Bradley y Ann Bannon.

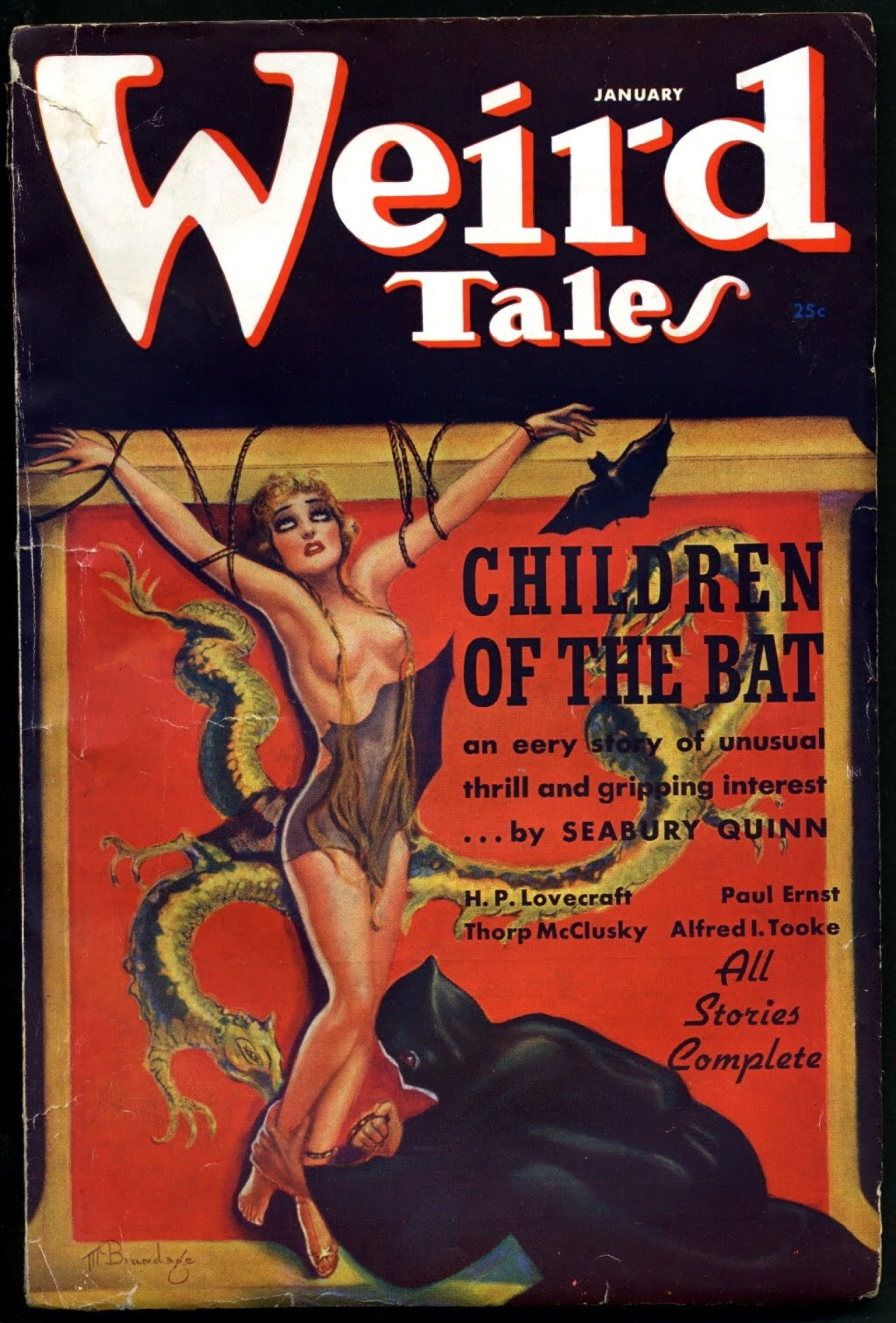
Portada de Weird Tales (1937).

### Weird Fiction
Weird Fiction (traducido al español como ficción extraña) es un género de la fantasía que se caracteriza por presentar diversas temáticas relacionadas con la ficción de horror, en las que intervienen personajes macabros relacionados con la mitología y el ocultismo, la cual debe su nombre a la revista pulp Weird Tales en la que trabajaron dos de sus grandes exponentes H. P. Lovecraft y Robert E. Howard. La ficción extraña frecuentemente se incluía en otras temáticas como el hard boiled en el que un detective investigaba eventos extraños ocasionados por una identidad paranormal como un fantasma, así como en las publicaciones de The Spider y Strange Tales of Mystery and Terror.

#### Weird Menace
El Weird Menace (traducido al español como amenaza extraña) es una variante del género de misterio que combina elementos del spicy & saucy, caracterizado por incluir elementos eróticos dentro de argumentos dedicados a exaltar eventos sobrenaturales, asesinatos y eventos relacionados con la ficción de horror. El Weird Menace se caracteriza por presentar personajes (normalmente femeninos) dentro de escenarios erótico-violentos que involucran la tortura y el BDSM en donde la mujer queda indefensa para ser sometida por seres misteriosos o personajes enmascarados para su posterior asesinato o abuso sexual, eventos observados por el protagonista de la historia que también se encuentra indefenso e imposibilitado para salvar a su acompañante o interés amoroso. Algunas editoriales especializadas en este género son Weird Tales y Spicy Stories.

#### Espada y brujería
El género de Espada y brujería (traducido al español también como espada y hechicería) es una variante de la ficción fantástica que combina elementos de la ficción de horror en enfoque de weird fiction que se caracteriza por presentar argumentos relacionados con el ocultismo y la hechicería. Las historias suelen ser de carácter épico, presentando las hazañas de un ser hercúleo que dedica su vida a combatir seres mágico-mitológicos. Las historias además, suelen incluir elementos de otros géneros como un carácter romántico y material erótico. El ejemplo más notable de este género es la obra de Robert E. Howard Conan el Bárbaro para la editorial Weird Tales.

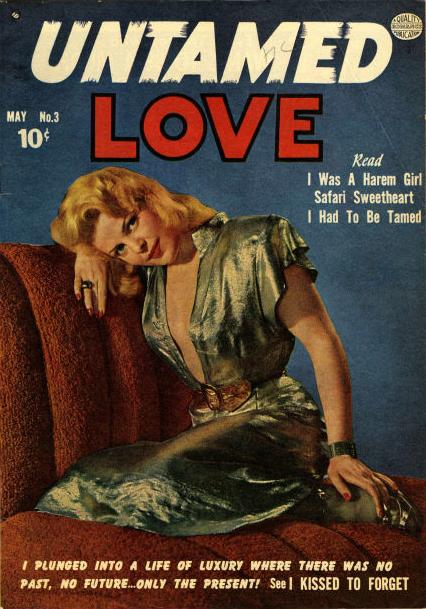
Portada de Untamed Love (1950).

### Romance
El género romántico en la literatura pulp se enfocó principalmente a complementar el argumento original dedicado a otros géneros. El romance como enfoque único dentro de la literatura pulp se caracterizó por presentar personajes femeninos activos que buscaban el amor, a manera similar del chick lit, envueltos en desafortunadas relaciones amorosas marcadas por el estatus socioeconómico. La literatura pulp se ve influenciada por la novela francesa de finales del siglo XIX y principios del siglo XX, la cual se caracterizó para presentar personajes femeninos en busca del amor, enfrentando las oposiciones de las personas cercanas al núcleo de la relación entre la protagonista y su interés amoroso. El pulp romántico solía incluir temas como el matrimonio, el mestizaje, el amor prohibido, la infidelidad, la homosexualidad, el amor por conveniencia, el matrimonio arreglado, la cazafortunas, el cazadotes, las diferencias de estatus socioeconómico en los personajes principales y otras nociones del amor.

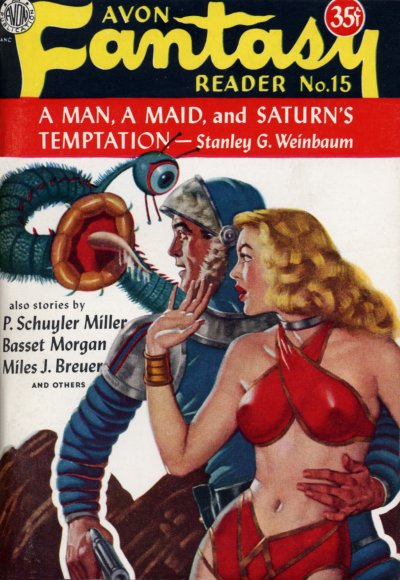
Portada de Avon Fantasy Reader (1951).

#### Romance Planetario
El Romance Planetario es un enfoque de la literatura de ficción que se dedica a mostrar escenarios intergalácticos, normalmente relacionados con civilizaciones extraterrestres de tecnología desarrollada; se relaciona con el Scientific Romance (enfoque steampunk de la literatura en la época victoriana y la época eduardiana). La ópera espacial es una variante de la literatura pulp romántica y la ciencia ficción que ubica un argumento amoroso dentro de una sociedad avanzada en la era de la conquista espacial, es decir, se centra en presentar un amor interplanetario entre un miembro de la raza humana dedicado a la exploración del espacio y un miembro humanoide de una raza extraterrestre. El Planetary Romance contiene diversos elementos estéticos que nutren la cultura retrofuturista del dieselpunk entre los que destacan la maquinaria intergaláctica, la moda futurista y la conquista del espacio.

### Fantasía
El género de la fantasía dentro del pulp se reconoce en diversas variantes temáticas en las que destaca la ficción de horror y la ciencia ficción. Dentro de la ficción de horror se concentran diversas temáticas como el ocultismo, los seres mitológicos, los seres de naturaleza paranormal y los seres de naturaleza mágica o religiosa. Dentro de los enfoques de la ciencia ficción se concentra principalmente la noción dieselpunk del futurismo influenciado culturalmente por la corriente artística del modernismo y la llegada de nuevos tipos de energía en el uso doméstico. El futurismo en el pulp frecuentemente habla de posibilidades retrofuturistas anteriores a los años 1960 sobre la existencia de vida extraterrestre, la vida utópica y el desarrollo de nuevas tecnologías como el transporte aéreo y la robótica. Algunas editoriales especializadas en el género fantástico fueron: Amazing Stories, Outstanding Stories, Wonder Stories y Fantastic Adventures.

### WesternyRailroad

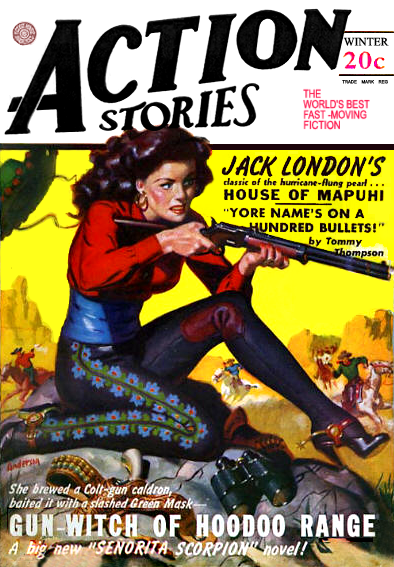
Action Stories, Fiction House 1948.

El género del Western dentro de la literatura pulp aparece con sus primeros enfoques; surge en los dime novels de finales del siglo XIX. El género western se ve influenciado por la decadencia del genuino Salvaje Oeste en los inicios del siglo XX y el comienzo de la Revolución Mexicana de 1910, por lo que frecuentemente presentaban historias clásicas western que añoraban los años de la Fiebre del oro, explotando elementos relacionados con la época como el bandolerismo, el ferrocarril y el abigeato. El género solía presentar protagonistas masculinos que habitaban pueblos en las soledades de California, dedicados al bandolerismo o a la extracción minera de oro, los cuales en algunas ocasiones se veían envueltos en duelos sentimentales o políticos. El género del Railroad ('ferrocarril' en inglés) es un subgénero del western que se caracterizaba por presentar protagonistas viajeros que recorrían distintos pueblos del sur de Estados Unidos viajando de polizón en los vagones del ferrocarril, o bien, eran forajidos que interceptaban las vías del tren y asaltaban a los pasajeros que viajaban en los vagones.

## Autores y editores
Otra forma en que las revistas pulp mantuvieron sus costos bajos fue pagando a los autores menos que en otros mercados; así, muchos de los autores eminentes comenzaron en estas publicaciones antes de tener suficiente éxito como para vender en mercados mejor pagados, y de manera similar, autores conocidos cuyas carreras estaban decayendo o que necesitaban dinero rápido podían aumentar sus ingresos con ventas en las pulp. Además, algunas de las primeras pulp  solicitaban historias de aficionados que estaban muy contentos de ver sus palabras impresas y, por lo tanto, podían recibir pagos simbólicos, varios de los cuales se hicieron conocidos.
También hubo escritores que forjaron su carrera en las pulp, capaces de producir grandes cantidades de prosa de manera constante, a menudo con la ayuda de dictados a mecanógrafos o taquígrafos. Antes de convertirse en novelista, Upton Sinclair escribía al menos 8000 palabras al día, siete días a la semana, para las pulps, teniendo contratados a dos taquígrafos a tiempo completo. Las revistas a menudo hacían que sus autores usaran varios seudónimos para poder usar varias historias de la misma persona en un número, o usar las historias de un autor determinado en tres o más números sucesivos, todo para hacer parecer que tenían contenido variado. Una ventaja que las pulps ofrecían a los autores era que pagaban al aceptar el material en lugar de al momento de la publicación. Dado que una historia podía ser aceptada meses o incluso años antes de su publicación, para un escritor en activo esto suponía una diferencia crucial en su flujo de ingresos.

### Editores destacados
Algunas revistas llegaron a ser conocidas por publicar buena ficción e interesantes temas en sus páginas. Algunos de los editores más prominentes incluían a Arthur Sullivant Hoffman (Adventure), Robert H. Davis (All-Story Weekly), Harry E. Maule (Short Stories), Donald Kennicott (Blue Book), Joseph T. Shaw (Black Mask), Farnsworth Wright (Weird Tales, Oriental Stories), John W. Campbell (Astounding Science Fiction, Unknown) y Daisy Bacon (Love Story Magazine, Detective Story Magazine).

### Autores destacados
Algunos escritores que publicaron en revistas pulp:
- Charles Bukowski
- Poul Anderson
- Isaac Asimov
- Robert Leslie Bellem
- Alfred Bester
- Robert Bloch
- Leigh Brackett
- Ray Bradbury
- Max Brand
- Fredric Brown
- Edgar Rice Burroughs
- William S. Burroughs
- Ellis Parker Butler
- Hugh B. Cave
- Paul Chadwick
- Raymond Chandler
- Arthur C. Clarke
- Joseph Conrad
- Stephen Crane
- Ray Cummings
- Jason Dark
- Lester Dent
- August Derleth
- Philip K. Dick
- Arthur Conan Doyle
- Lord Dunsany
- C. M. Eddy Jr.
- Arthur Guy Empey
- C. S. Forester
- Arthur O. Friel
- Erle Stanley Gardner
- Walter B. Gibson
- David Goodis
- Zane Grey
- Edmond Hamilton
- Dashiell Hammett
- Robert A. Heinlein
- O. Henry
- Frank Herbert
- Robert E. Howard
- L. Ron Hubbard
- Donald Keyhoe
- Rudyard Kipling
- Henry Kuttner
- Harold Lamb
- Louis L'Amour
- Fritz Leiber
- Murray Leinster
- Elmore John Leonard
- Jack London
- H. P. Lovecraft
- Giles A. Lutz
- John D. MacDonald
- Elmer Brown Mason
- F. Van Wyck Mason
- Horace McCoy
- Johnston McCulley
- John D. McDonald
- Merriam Modell
- C. L. Moore
- Walt Morey
- Talbot Mundy
- Philip Francis Nowlan
- Fulton Oursler
- Emil Petaja
- E. Hoffmann Price
- Seabury Quinn
- John H. Reese
- Sax Rohmer
- Rafael Sabatini
- Richard Sharpe Shaver
- Robert Silverberg
- Upton Sinclair
- Clark Ashton Smith
- E. E. Smith
- Guy N. Smith
- Jim Thompson
- Thomas Thursday
- Mark Twain
- Jack Vance
- H. G. Wells
- Tennessee Williams
- Cornell Woolrich

## Personajes famosos depulp

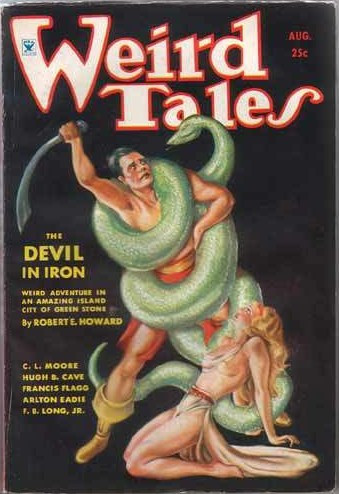
Tapa de la revista pulp americana Weird Tales, de agosto de 1934, que anuncia una aventura de Conan escrita por Robert E. Howard.

- Buck Rogers creado por Philip Francis Nowlan, presentado en Armageddon 2419 A.D. para la editorial Amazing Stories en 1929.
- Captain Future (Capitán Futuro) creado por Mort Weisinger en 1940.
- Conan the Barbarian (Conan el Bárbaro) creado por Robert E. Howard para la editorial Weird Tales en 1932.
- Cthulhu creado por H. P. Lovecraft, presentado en The Call of Cthulhu para la editorial Weird Tales en 1928.
- Doc Savage creado por Lester Dent, Henry Ralston y John Nanovic, presentado en The Doc Savage Magazine para Street and Smith Publications en 1933.
- Domino Lady (Dominó) creada por Lars Anderson para Saucy Romantic Adventures en 1936.
- Flash Gordon creado por Alex Raymond para King Features Syndicate en 1934.
- Fu Manchu (Fu Manchú) creado por Sax Rohmer.
- John Carter creado por Edgar Rice Burroughs, presentado en A Princes of Mars para la editorial The All-Story en 1912.
- Kull of Atlantis (Kull de Atlantis) creado por Robert E. Howard, presentado en The Shadow Kingdom para la editorial Weird Tales en 1929.
- The Shadow (La Sombra) creado por Walter B. Gibson para la editorial Detective Story Magazine en 1930.
- Solomon Kane creado por Robert E. Howard, presentado en Red Shadows para la editorial Weird Tales en 1928.
- Tarzan (Tarzán) creado por Edgar Rice Burroughs, presentado en Tarzan of the Apes para la editorial All-Story Magazine en 1912.
- El Zorro creado por Johnston McCulley, presentado en The Curse of Capistrano para la revista All-Story Weekly en 1919.
- The Spider (El Araña) creado por Harry Steeger para Popular Publications.

## Personajes famosos depulpde autores españoles
- El Coyote creado por José Mallorquí en 1943. Protagonista de 120 novelas. Presentado en La vuelta del Coyote (1944).
- Brigitte "Baby" Monfort creada por Lou Carrigan en 1965 para la Editorial Monterrey. Más de 500 novelas del personaje.[45]

## Legado
Entre los años 2006 y 2007 comienza a surgir en Estados Unidos un movimiento literario que se ha denominado Neo Pulp. El máximo exponente es el autor Barry Reese que ha escrito dos series de novelas que han alcanzado un notable éxito. The Rook, con seis novelas publicadas hasta la fecha y The adventures of Lazarus Gray, con tres novelas publicadas. Este resurgimiento del pulp ha llevado a numerosos escritores a publicar nuevas aventuras de personajes como Doc Savage o The Shadow.
En España, en febrero de 2010 Emilio Iglesias funda RelatosPulp Ediciones, web editorial dedicada a la literatura pulp. En febrero de 2012 surge la revista digital Ánima Barda, que a lo largo de tres años evoluciona hasta llegar a una primera edición en papel en abril de 2014 y, en diciembre de 2015, a la creación de su versión editorial, Pulpture, que además de editar la propia revista produce libros siguiendo las pautas del estilo pulp. En diciembre de 2012, Dlorean Ediciones publica La maldición de la diosa araña de Miguel Ángel Naharro, primera novela del personaje “la Garra”. A raíz de la irrupción de Dlorean, surgen editoriales como Darkland Editorial o Neonauta Ediciones, especializadas en este género literario. Otras editoriales ya existentes, crean colecciones dedicadas al pulp, como es el caso de la colección Monster Unleashed de Tyrannosaurus Books. 
Dlorean Ediciones publicó Planeta Neo-pulp, una revista con novelas, cortas, relatos, novelettes y artículos con el objetivo de dar a conocer a los nuevos valores españoles del Neo Pulp. A estas editoriales hay que sumarle el Sello Arachne que cuenta con varias publicaciones pulp dentro de los géneros de aventura, terror, sword and planet, weird noir y artes marciales, todos ellos de diversos autores, tanto españoles como latinoamericanos. También existen una variedad de libros autoeditados como son Charlie Marlow y la rata gigante de sumatra de Alberto López Aroca, La frati nigra de Lem Ryan o Los crímenes de Santa Úrsula de Macu Marrero bajo el pseudónimo de Greta Spaulding entre otros.
En Argentina, a partir de febrero de 2020, Matías Castro Sahilices funda la revista Salvaje Sur, dedicada a la literatura pulp en papel, apostando a relatos de los géneros western, gauchesca, noir, aventura, terror y espada y brujería,. Todos los relatos son de diversos autores argentinos y han sido ilustrados por dibujantes de la talla de Diego Fiorucci, Javier Mattano y Omar Hirsig, entre otros.
En el cine este resurgimiento se ha visto representado con las superproducciones Conan el Bárbaro (2011), John Carter (2012) y El llanero solitario (2013). En el cómic, Dynamite Entertainment ha publicado numerosas series protagonizadas por personajes pulp tales como Doc Savage, John Carter, The Phantom, Green Hornet, Flash Gordon, etc.